# Anglo-Ruska invazija na Holandijo
Anglo-ruska invazija na Nizozemsko (ali Anglo-ruska ekspedicija na Nizozemsko ali Helderjeva ekspedicija ) je bil vojaški pohod od 27. avgusta do 19. novembra 1799 med vojno druge koalicije, v kateri so   ekspedicijske sile britanskih in ruskih čet vdrle na polotok Severna Holandija v Batavski republiki. Pohod je imel dva strateška cilja: nevtralizirati batavsko floto in spodbuditi vstajo privržencev nekdanjega kraljevega namestnika  Viljema V. proti batavski vladi. Invaziji je nasprotovala nekoliko manjša združena francosko-batavska vojska. Taktično so bile anglo-ruske sile sprva uspešne, saj so premagale branilce v bitkah pri Callantsoogu in Krabbendamu, vendar so kasnejše bitke potekale v škodo anglo-ruskim silam. Po porazu pri Castricumu se je vojvoda York, britanski vrhovni poveljnik, odločil za strateški umik na prvotno mostišče na skrajnem severu polotoka. Nato so se z vrhovnim poveljnikom francosko-batavskih sil, generalom Guillaumeom Marie Anne Brune, sklenili sporazum, ki je anglo-ruskim silam omogočil nemoteno evakuacijo tega mostišča. Vendar je odprava delno uspela pri svojem prvem cilju, saj je zajela znaten delež batavske flote.

## Ozadje
V osemdesetih letih osemnajstega stoletja pro-francoski domoljubni upor ni uspel vzpostaviti demokratične nizozemske republike brez hiše Orange-Nassau, ko je bila slednja obnovljena po pruski invaziji na Nizozemsko leta 1787. Nizozemska republika, ki so ji ponovno vladali orangisti, je bila članica prve koalicije, ki je po letu 1792 nasprotovala revolucionarni francoski republiki. Leta 1795, ob koncu njihovega  pohoda na Flandrijo, so sile kraljevega namestnika Wiljema V. Oranškega ter njegove britanske in avstrijske zaveznike premagala invazijska francoska vojska pod vodstvom generala Charlesa Pichegruja, povečana s kontingentom nizozemskih patriotskih revolucionarjev pod generalom Hermanom Willemom  Daendels.  Nizozemska republika je bila strmoglavljena; kraljevi namestnik je pobegnil iz države v London; in razglašena  je bila Batavska republika.
Kljub osvojitvi stare republike leta 1795 se vojna ni končala; Nizozemska je ravnokar zamenjala stran in je zdaj v celoti sodelovala v nenehnem požaru, vendar se je njena vloga spremenila. Francija ni potrebovala svoje vojske toliko kot svojih pomorskih virov, v katerih je bila sama Francija nezadostna. Leta 1796 so Nizozemci pod novim zavezništvom začeli s programom gradnje mornarice. Popolnjevanje novih ladij je bilo težava, ker je bil častniški zbor stare mornarice odločen oranžist. Ljudje, kot je "Hero of Doggerbank" Jan Hendrik van Kinsbergen, so častno odtegnili svoje storitve. Novo mornarico so torej vodili ljudje, kot je Jan Willem de Winter, ki so bili korektnega političnega odtenka, a so imeli le omejene izkušnje. To je neposredno vodilo do debakla predaje v zalivu Saldanha leta 1796 in bitke pri Camperdownu leta 1797. Batavska mornarica se je pri Camperdownu obnašala kredibilno, vendar to ni zmanjšalo materialnih izgub, zato je morala republika znova začeti s programom gradnje mornarice. S tem programom je batavska mornarica kmalu postala dovolj močna, da je moralo Veliko Britanijo skrbeti za njen potencialni prispevek k grozeči francoski invaziji na Anglijo ali Irsko.
Prva koalicija je razpadla leta 1797, vendar je Velika Britanija kmalu našla novega zaveznika v ruskem carju Pavlu I. Novi zavezniki so dosegli nekaj uspehov v kopenski vojni proti Franciji, zlasti v marionetni Cisalpski republiki in Helvetski republiki, kjer je vojska Druge koalicije v začetku leta 1799 uspela odriniti Francoze na široki fronti. Britanci, zlasti premier William Pitt mlajši, so si želeli ohraniti ta zagon z napadi na druge skrajnosti francoskega "cesarstva". Batavska republika se je zdela primerna tarča za tak napad, saj je Oranški princ močno lobiral za ravno tako popolno vojaško prizadevanje, da bi ga obnovil, in z oranžističnimi agenti, ki so Britancem navedli, da je francoski nadzor nad Batavsko republiko šibek in da bi odločen napad Britancev proti Amsterdamu vodil v množično vstajo proti Francozom. Dodatna spodbuda je bila, da je bila kombinirana kampanja proti Nizozemcem pogoj za sporazum z Rusi z dne 28. decembra 1798  V tem sporazumu je car Pavel I. dal koaliciji na razpolago 45.000 ruskih vojakov v zameno za britanske subvencije. Ta konvencija je bila podrobneje opisana v sporazumu z dne 22. junija 1799, s katerim je Pavel obljubil, da bo za odpravo na Nizozemsko zagotovil silo sedemnajstih bataljonov pehote, dve četi topništva, eno četo pionirjev in eno eskadriljo huzarjev; Skupaj 17.593 mož. V zameno je Britanija obljubila plačilo subvencije v višini 88.000 funtov in še 44.000 funtov na mesec, ko bodo vojaki na terenu. Velika Britanija bi sama opremila 13.000 vojakov in oskrbela večino transportnih in pomorskih plovil. 

## Pohod
Že na začetku skupna odprava, ki je bila načrtovana, ne bi smela biti zgolj vojaška zadeva. Pitt je domneval, da bodo Nizozemci, tako kot italijansko in švicarsko prebivalstvo, navdušeno podprli invazijo proti Francozom. Britanski zgodovinar Simon Schama pravi : "Ko je bila dvignjena oranžna zastava, se zdi, da je verjel, da bo batavska vojska do zadnjega prešla k silam koalicije in da bo njena republika propadla pod najmanjšim pritiskom."  Na koncu so ta pričakovanja razočarala. 

### Priprave
Britanske sile so bile zbrane v bližini Canterburyja pod poveljstvom generalpodpolkovnika sira Ralpha Abercrombyja. Večinoma so bile sestavljene iz prostovoljcev iz milic, ki so jim pred kratkim dovolili vstop v redne polke. Medtem ko je britanska transportna flota pod vodstvom admirala Home Riggsa Pophama plula v Reval, da bi pobrala ruski kontingent, je zbiranje britanskih čet potekalo gladko. Zato je bilo sklenjeno, da se ne čaka na vrnitev Pophama, ampak da se pošlje divizija pod vodstvom Abercrombyja, da vzpostavi mostišče, na katerem so upali, da se bodo ruske čete in druga divizija pod imenovanim vrhovnim poveljnikom odprave, vojvodom Yorškim, lahko enostavno izkrcati.
Vprašanje je bilo, kje bi lahko ta amfibijski pristanek najbolje potekal. Upoštevanih je bilo več lokacij na nizozemski obali. Številni strategi so imeli raje bodisi ustje reke Meuse bodisi bližino Scheveningena, kar je obema ponujalo priložnost za hitro razporeditev napadalnih sil in ogrožanje oskrbovalnih linij francoske okupacijske vojske v Batavski republiki. Te lokacije so imele kot resno pomanjkljivost nevarne plitvine pred nizozemsko obalo, ki so oteževale plovbo po teh vodah. Skrajni sever polotoka Severne Nizozemske te pomanjkljivosti ni imel in bi lahko pristanek tukaj podprla britanska pomorska sila v Severnem morju. Priporočila se je tudi načrtovalcem invazije, ker je bilo območje le rahlo utrjeno; velik del nizozemske flote (pomemben cilj odprave) je bil v bližini in bi bil lahko vsaj dislociran, če bi bil pristanek uspešen; in zdelo se je, da je teren obljubljal možnost lahkega napredka do pomembnega strateškega cilja mesta Amsterdam. Za pristanišče je bilo zato izbrano območje južno od Den Helderja.
Britanci svojih priprav niso skrivali. Oblasti v Franciji in Batavski republiki so se zato zavedale. Načrtovana lokacija pristanka jim ni bila znana in so bili zato prisiljeni svoje sile razporediti na tanko, da bi se zavarovali pred vsemi možnostmi. Takratna batavska vojska je bila sestavljena iz dveh divizij (vsaka s približno 10.000 možmi), eno je poveljeval generalpodpolkovnik Daendels, drugo pa generalpodpolkovnik Jean-Baptiste Dumonceau. Slednji je zavzel položaje v Friziji in Groningenu, da bi se zaščitili pred pristankom iz Vadenskega morja ali vdorom z vzhoda. Daendel je bil dejansko nameščen v severnem delu Severne Holandije s sedežem v Schagenu . Francoske čete (samo 15.000 od celotnega vojaškega kadra 25.000, ki jih je zahtevala Haaška pogodba ) so bile razdeljene med Zeelandijo (še eno logično mesto pristanka, kjer je leta 1809 potekala odprava Walcheren ) in sredino države, napeto med obalo in Nijmegen. Celotna francosko-batavska vojska je bila postavljena pod poveljstvo francoskega generala Bruneja. 

### Pristanek pri Callantsoogu in predaja batavske eskadrilje
Invazija je zgodaj uspela. Izčrpana nizozemska flota pod vodstvom kontraadmirala Samuela Storyja se je izognila bitki in 27. avgusta 1799 pustila izkrcanje britanskih čet blizu Callantsooga brez nasprotovanja. General Daendel je bil poražen v bitki pri Callantsoogu, ko je skušal diviziji pod generalom Abercrombyjem preprečiti vzpostavitev mostu. To je bilo posledica dejstva, da je bil prisiljen razdeliti svoje sile, zaradi narave bojnega polja, ozkega pasu sipin, na eni strani obrobljenih s obalo Severnega morja in močvirja na drugi strani. Zaradi težav s komunikacijo njegovo desno krilo ni bilo nikoli v celoti angažirano, sile njegovega levega krila pa so bile po delih vpeljane v boj. Britanci so zelo dobro izkoristili podporo, ki so jo lahko nudile njihove topnjače v bližini obale. Pomorsko obstreljevanje je Nizozemcem povzročil velike izgube.
Daendel je nato sklenil, da trdnjave Helder ne more zadržati, in je evakuiral svoje garnizone, s čimer je napadalcem ponudil utrjeno oporišče. Ta odločitev se je izkazala za pogubno za nizozemsko moralo: pogled na zastavo dednega državnega namestnika, ki se je kmalu pridružil odpravi, je še dodatno spodkopal že tako vprašljivo zvestobo nizozemske flote v Zuyder Zee. Ko se je Admiral Story prepozno odločil za napad z britansko floto, je imel v rokah popoln upor, kjer so oranžistične mornarje vodili lastni častniki, kapitana Van Braam in Van Capellen. To je privedlo do incidenta Vlieter, 30. avgusta se je flota s 632 orožji in 3700 možmi predala admiralu Andrewu Mitchellu, ne da bi bil izstreljen strel. Kasneje se je princ podal na krov Storyjeve vodilne ladje Washington, da bi prejel priznanja upornikov. 

### Arnhem in Krabbendam
Nizozemske kopenske sile so bile manj dovzetne za prinčevo moč prepričevanja, prav tako tudi civilno prebivalstvo v Severni Holandiji ni bilo. Če kaj, je bil učinek invazije poenotenje razdeljene republike proti napadalcem. Prinčeva arogantna razglasitev, ki je Nizozemcem neodločno ukazal, naj se zberejo pod vladarsko hišo Orange, prav tako ni bila preračunana, da bi Nizozemce prepričala o modrosti obnove državnega namestništva. Zato ni bilo presenetljivo, da je poziv k vstaji samega starega državnega namestnika iz Lingena naletel na brezbrižnost ljudi. Pestro skupino oranžističnih emigrantov na mostu Westervoortsche blizu Arnhema je 4. septembra majhen odred batavske narodne garde zlahka spravil v beg, s čimer je dokazal, da so morali napadalci delo opraviti sami. Drugi vpadi oranžistov na vzhodno Nizozemsko in v Frizijo so bili še manj uspešni. Kljub temu je Uitvoerend Bewind iz Batavske republike razglasil vojno stanje in v okviru teh nujnih ukrepov je bila aristokratska privrženka državnega namestnika, freule (baronica) Judith Van Dorth tot Holthuizen, obsojena zaradi upora in je bila usmrčena. 
Medtem so se francosko-batavske sile na severnoholandski fronti okrepile. General Brune je dvignil francosko divizijo pod generalom Dominiqueom Vandammom in ukazal generalu Dumonceauu, naj v hitrih pohodih iz Frizije pripelje glavni del svoje 2. batavske divizije. Slednji je prispel 9. septembra v Alkmaar. Francosko-batavska vojska je imela zdaj na voljo približno 25.000 mož proti približno 20.000 Britancem. Glede na to številčno premoč in dejstvo, da so bile okrepitve za Britance pričakovane vsak dan, se je Brune odločil napasti Abercrombyjev položaj.
Britanci so prevladali v bitki pri Krabbendamu pri Alkmaarju 10. septembra, kjer so bili Batavci in Francozi poraženi. Ta poraz je bil deloma posledica površnega kadrovskega dela, ki je dodelilo eno ozko cesto kolonama obeh batavskih divizij, ki naj bi se zbližale v zaselku Krabbendam. Ta zaselek je ležal ob eni redkih vstopnih cest na polder Zijpe, v kateri je Abercromby postavil oboroženo taborišče. Polder je tvoril naravni redut z nasipom kot obzidjem in krožnim drenažnim kanalom kot jarek .  Ravna in ozka cesta skozi Krabbendam je bila eden redkih lahkih vstopov, a je bila tudi zlahka obranljiva. Po prvotnem načrtu sta to vstopno točko napadli obe batavski diviziji, a ker je bila Daendelsova divizija prisiljena ubrati bolj vzhodno pot, je bila uvedena le divizija Dumonceau. Te divizije zaradi narave terena ni bilo mogoče v celoti razporediti, zato so bile batavske sile ponovno vpeljane v boj po delih. Niso mogli prevladati nad pogumno obrambo britanskega 20th Pehoto. Drugod francoski oddelek generala Vandammea prav tako ni mogel premagati ovir kanala in nasipa za njim, ki je ščitil britanske čete. Vandamme torej ni uspel obrniti desnega boka Abercrombyja, kot je bilo načrtovano.
Ker je imela Velika Britanija pomorsko premoč, tako na Severnem morju kot na Zuider Zee, bi lahko britanske okrepitve pod vojvodo Yorkom (ki je prevzel vrhovno poveljstvo) in ruske čete pod generalom Ivanom Ivanovičem Hermannom von Fersenom zlahka izkrcali pri Den Helderju. Združene sile so kmalu dosegle številčno premoč s 40.000 možmi proti 23.000 izčrpani francosko-batavski vojski.

### Bergen
Vojvoda York se je odločil, da bo to številčno premoč čim prej izkoristil. Zato se je pripravil na napad na široki fronti. Da bi razumeli težave, na katere je naletel ta napad, je treba razumeti posebno naravo terena. Severnoholandski polotok meji na severnomorski strani s plažo in širokim pasom sipin (razen kratkega odseka južno od Pettena, kjer le velik nasip brani zaledje pred poplavami). Ob sipinah je pas visokogorja, ki ga zlahka prehodi pohodna vojska. Na vzhodu se teren spremeni v nekdanje barje in druga nižinska območja, sestavljena iz nekdanjih jezer, ki so jih Nizozemci izsušili v 17. stoletju. Ta nizko ležeča območja so bila prepredena z jarki in večjimi drenažnimi kanali, potrebnimi za upravljanje z vodami območja, ki so tvorili resne ovire za manevriranje sil, tudi ko niso bile poplavljene. Takšne poplave so nizozemski inženirji vse pogosteje izvajali, bolj ko je kampanja napredovala, da bi anglo-ruskim silam preprečili več svobode gibanja. V času bitke pri Bergnu, ki se je začela 19. septembra, večina teh poplav še ni bila končana, tako da so bili takrat glavna ovira še vodotoki.
Vojvoda York je pripravil drzen načrt napada, ki je pomenil poskus dvojnega obkolitve francosko-batavske vojske. Svoje sile je razdelil na štiri kolone. Skrajna desna kolona pod ruskim generalpodpolkovnikom Hermannom z 9.000 Rusi in 2.500 britanskimi vojaki, ki je začela iz Pettena in Krabbendama, je imela za cilj vas Bergen. Zraven je korakala anglo-ruska sila s 6.500 vojaki pod vodstvom generalpodpolkovnika Dundasa s ciljem Schoorldama . Naslednja kolona, 5000 mož pod generalpodpolkovnikom Pulteneyjem, je imela za cilj območje Langedijk z zaselkoma Oudkarspel in Heerhugowaard. Končno je bila četrta kolona, 9.000 pehotnih in 160 konjenikov pod vodstvom generalpodpolkovnika Abercrombyja, namenjena obrniti francosko-batavski desni bok, tako da je najprej dosegla Hoorn in nato potisnila proti jugu do Purmerenda . 
Manjkali so načrti anglo-ruskih čet. Napad naj bi se začel ob zori 19., a je rusko desno krilo začelo že ob 3. uri zjutraj v popolni temi. Čeprav so si zgodaj pridobili prednost pred presenečenimi francoskimi četami na francosko-batavskem levem krilu, so utrpeli tudi nepotrebne izgube zaradi prijateljskega ognja, saj čete niso mogle ločiti prijatelja od sovražnika. Na koncu so osvojili Bergen, vendar so jih francoske okrepitve, ki so korakale proti severu od Egmond aan Zeeja, napadle v protinapad. Ti so grozili, da bodo obkolili rusko desno krilo s premikom po plaži. Rusi, ki so jih pregnali iz Bergna, so se zaradi te grožnje, da jih bodo obkrožili, neurejeno umaknili na svoje izhodiščne položaje. V zmedi je general Hermann postal vojni ujetnik. Napad desnih klešč je bil torej žalosten neuspeh.
Kolona generala Dundasa (v spremstvu vrhovnega poveljnika vojvode Yorka) je le počasi napredovala, potem ko je ob zori začela napredovati, zaradi vodotokov, na katere je naletela, ki jih je bilo težko prečkati, saj so branilci odstranili mostovi. Medtem ko so počasi napredovali na Schoorldam, je branilec tega položaja, general Dumonceau z 2. batavsko divizijo, imel čas za diverzantski napad na Ruse, ki so napadali Bergen, kar je močno prispevalo k zmedi v ruskih vrstah. Ko je Dundas končno prispel v Schoorldam, je bil Dumonceau ranjen z šrapnelom. Kaj natančno se je po tem zgodilo na nizozemski strani, ni jasno, saj njegov nadomestni general Bonhomme ni pripravil poročila po bitki. Rezultat je bil, da je divizija padla nazaj v neredu na Koedijku. Britancem tega umika ni uspelo izkoristiti zaradi protinapada Nizozemcev, predvsem pa zato, ker je poraz ruskih čet na desnem krilu prisilil tudi k umiku v obliki urejene zaledne akcije čet Yorka in Dundasa. Na koncu so se tudi vrnili na izhodiščna mesta. 
Tretji koloni z generali Pulteneyjem, Donom in Cootom je bil teren prav tako težak. Ta kolona je bila prisiljena uporabiti cesto na nasipu, imenovanem Langedijk (dolg nasip), ki deli več polderjev. Ta nasip je bil na desni strani obkrožen z globokim drenažnim kanalom, na drugi strani pa so tudi številni jarki v kopnem ovirali enostavno razporeditev. Cesta je vodila do vasi Oudkarspel, kjer je 1. batavska divizija generala Daendelsa zgradila nekaj terenskih ovir (Nizozemci so se pritoževali, da je Brune prepovedal popoln razvoj utrdb, kar je otežilo obrambo). Prvi napad Pulteneyja na to trdno točko se je končal s katastrofo, saj so Britanci v paniki bežali, dokler jih ni bilo mogoče zbrati za drugim nasipom, ki je predstavljal nekaj zaščite pred nizozemskim topniškim ognjem. Več drugih britanskih čelnih napadov je bilo prav tako odbitih z veliko izgubo, obkroževalni premik pa se je izkazal za neizvedljivega zaradi kanala. General Daendel je naredil napako, ko je naročil 100 grenadirjev premajhne moči iz svojega reduta. Ne samo, da je bilo to zlahka odbiti, ampak je poraz grenadirjev omogočil zasledujočim Britancem, ki so jim sledili za petami, prodreti v nizozemske utrdbe in premagati celotno skupino branilcev. To pot je bilo mogoče ustaviti le na koncu Langedijka. Umikajoče se čete so zaradi britanskega topniškega ognja utrpele zelo velike izgube. Daendels je končno osebno vodil protinapad le z enim bataljonom grenadirjev, vendar je bil do takrat debakel na britanskem desnem krilu sporočen Pulteneyju, ki se je torej že umikal na izhodiščni položaj. Britanci torej niso dosegli neto ozemeljskih dobičkov, vendar so Batavcem prinesli velike izgube z žrtvami in ujetniki. 
Končno je dolg pohod četrte kolone pod generalom Abercrombyjem potekal popolnoma brez nasprotovanja. Brez nesreče je dosegel Hoorn in uspel presenetiti šibek garnizon v tem mestu. Hoorn je bil zaseden in za kratek čas so domačini prikazali barve državnega namestnika. Načrtovani pohod proti jugu od Hoorna, ki je bil poanta celotnega manevra, saj bi Abercrombyju omogočil, da obrne desni bok francosko-batavske vojske, se je izkazal za nemogoče zaradi ovir, ki so jih pripravili branilci (To pojasnjuje, zakaj Abercromby ni naletel na nasprotovanje na svojem pohodu na Hoorn). Po umiku drugih kolon je Abercromby prejel ukaz, naj evakuira Hoorn in se prav tako vrne na izhodiščni položaj. Prebivalci Hoorna so hitro spet odnesli oranžne zastave. Abercrombyjevo delo je bilo torej povsem zaman in bi bilo tudi, če bi bil napad na desno krilo uspešen. Njegova pot je bila preprosto preveč ovinkasta, da bi bila uspešna. Bolj neposredna pot bi lahko ponudila boljše možnosti za uspeh. 
Skratka, nobena stran v tej bitki ni dosegla nobenih ozemeljskih pridobitev. Izgube osebja so bile velike na obeh straneh in zdi se, da so bile približno enake. 

### Alkmaar
Po predaji batavske eskadrilje 30. avgusta je britanska flota postala gospodar ne le Severnega morja, ampak tudi Zuider Zee. Zanimivo je, da Britanci niso izkoristili te prednosti (in psiholoških posledic predaje za batavsko moralo), da bi izsilili vprašanje, na primer z amfibijskim pristankom blizu Amsterdama. General Krayenhoff, ki je bil takrat zadolžen za improvizacijo obrambe tega mesta, poudarja, da je Amsterdam nekaj dni ležal precej brez obrambe pred takšnim napadom. Po njegovem mnenju bi se pohod takrat lahko končal. Britanska flota je ostala nenavadno pasivna. To se je spremenilo v dneh po bitki pri Bergnu, ko so Britanci prepozno zasedli nebranjena pristanišča Medemblik, Enkhuizen in Hoorn, hkrati pa so obvladali regijo Zahodne Frizije med temi pristanišči. Zasedeni so bili tudi številni otoki v Zuider Zee, a do takrat se je okno priložnosti za zavzetje Amsterdama zaprlo. 
Na kopnem je bila pobuda še vedno pri ekspedicijskih silah, ki so po 19. septembru prejele nove ruske okrepitve, ki so nadomestile vsaj ruske izgube. Vojvoda Yorški zaradi slabega vremena ni pritiskal na napad približno dva tedna, kar je dalo priložnost branilcem, da dokončajo svoje poplave in druge obrambe. Langedijk je zdaj postal ozek "otok" v plitkem jezeru z zdaj izboljšanimi utrdbami Oudkarspel, ki so delovale kot nepregledni " Termopili ". 1. batavska divizija Daendels je še vedno branila ta del fronte, vendar je Brune uspel premestiti velike dele te divizije (zlasti njene konjeniške enote) na svoje drugo krilo.  Vzhodna obala polotoka je bila zaradi poplav še bolj nepregledna, med Monnickendamom in Purmerendom pa je bila pripravljena sekundarna linija utrdb. Glavni učinek teh obrambnih priprav je bil, da je nižje ležeči vzhodni del polotoka postal neprehoden za ekspedicijske sile in da bodo odslej operacije omejene na razmeroma ozek pas, ki ga sestavljajo obala, sipine in ravnina neposredno ob jih, približno območje med Alkmaarjem in morjem. 
Vreme se je v začetku oktobra izboljšalo in vojvoda York je nato naredil načrt za to, kar naj bi postalo znano kot bitka pri Alkmaarju 2. oktobra 1799 (čeprav bi se "Drugi Bergen" zdel bolj primeren, saj prejšnje mesto nikoli ni bilo vpleteno, in slednja vas je spet postala središče bitke). Nekdanje levo krilo vojvode Yorka pod generalom Abercrombyjem je bilo popolnoma prestavljeno na skrajno desno krilo, drugi koloni pa so se premaknili na levo, da bi naredili prostor. To je imelo učinek, da so bile na obeh krilih postavljene izključno britanske formacije (Pulteney in Abercromby) in mešane anglo-ruske formacije v koloni poleg Abercrombyjeve pod novim ruskim poveljnikom, generalom Ivanom Essenom . Četrto kolono (med Pulteneyjem in Essenom) so sestavljale britanske čete pod generalom Dundasom. York je nameraval, da se vse tri kolone na desnem krilu združijo na francosko-batavsko levo krilo, ki ga je sestavljala francoska divizija Vandamme blizu obale (2. batavska divizija Dumonceau, ki ji je zdaj poveljeval Bonhomme, je bila postavljena v francosko Batavsko središče). Divizija Pulteney je bila uporabljena kot varnostna sila levega krila, da bi odvrnila Daendelsa. 
Načrt napada bi lahko zdaj označili kot načrt »enostavne obkolitve«, pri čemer je Abercrombyjeva kolona nameravala zaobiti francosko levo krilo z napredovanjem vzdolž plaže. V ta namen je bilo treba začetek napredovanja odložiti do 6.30 zjutraj, ko je oseka omogočila Abercrombyju, da je uporabil plažo.  Anglo-ruski center je napredoval počasi, a vztrajno, veliko ovirano zaradi težkega terena sipin na desni in vodne ravnine med sipinami in kanalom Alkmaar na levi. Franco-Batavci so se borili z enakomerno zaledno akcijo in padli nazaj na Bergen (Francozi) in Koedijk (Batavci), kjer so se postavili. Popoldne se je zdelo, da je britanska brigada v Essenovi koloni (General Coote) nenadoma zaletela v sipine, a je preveč prehitela preostanek Essenove kolone, ki je sledila veliko počasneje, in Francozi so začeli živahen protinapad iz Bergna v dveh kolonah pod generaloma Gouvionom in Boudetom, da bi izkoristili vrzel. Z nekaj težavami so jih odgnali nazaj, vendar jim je uspelo obdržati vas Bergen do konca dneva, kljub nenehnim anglo-ruskim napadom. 
Medtem je kolona generala Abercrombyja zelo počasi napredovala vzdolž plaže, predvsem zato, ker je spet prihajala plima, ki je plažo zožila na zelo majhen pas, sestavljen iz rahlega peska. Čete in konji so močno trpeli zaradi utrujenosti in žeje. Popoldne so jih opazovali Francozi, ki so najprej angažirali ostrostrelce, ki so povzročili številne žrtve, predvsem častnikov. Francozi so skozi sipine pošiljali vse več močnejših okrepitev in sčasoma je general Vandamme zbral veliko konjenico, ki jo je osebno vodil v napadu proti britanskim konjsko-topniškim baterijam, ki so začasno padle v francoske roke. Ta napad konjenice je bil nazadnje odbit s protinapadom pod vodstvom lorda Pageta, ki je pregnal Francoze vse do Egmond aan Zeeja . 
Takrat je padla noč in velike operacije so se ustavile. Abercromby je do takrat že presegel zemljepisno širino Bergena, tako da so bili Francozi teoretično tam obkroženi. Čeprav takrat ni imel moči, da bi izkoristil ta položaj, se je general Brune počutil dovolj ogroženega zaradi tega, da se je odločil, da bo naslednje jutro ukazal splošni strateški umik iz Bergna in z drugih položajev 2. oktobra. Tako Francozi kot Batavci so se zdaj vrnili na svojo sekundarno linijo. Daendels se je umaknil na pripravljena položaja pri Monnickendamu in Purmerendu, nato pa je Krayenhoff dokončal poplave pred to črto. Bonhomme in Vandamme sta zasedla novo linijo med Uitgeestom, Castricumom in Wijk aan Zeejem . Ta je varoval najožji del polotoka Severne Holandije, saj je v tistih časih IJ še vedno razpolovil provinco. Tu so čakali na naslednjo potezo sovražnika. 

### Castricum
Z umikom francosko-batavske vojske je bil večji del polotoka Severne Nizozemske zdaj v anglo-ruskih rokah, vsaj teoretično. Veliki deli države, nekdanja jezera Beemster, Schermer in Wormer, so bili poplavljeni, kar je Britancem prikrajšalo njihovo bogato kmetijsko zemljo in zaloge, ki bi jih tam lahko pridobili. Posledično je bilo treba večino zalog iztovoriti v Den Helderju in nato z veliko težavo pripeljati naprej po cestah, ki so bile zaradi neprestanega deževja skoraj neprevozne. Poleg vojakov je bilo treba nahraniti lačna usta približno 3000 dezerterjev in upornikov, ki jih je dedni princ upal, da jih je oblikoval v nizozemsko brigado, a jih Britanci niso zaposlili  . Zalog je zmanjkalo. 
Vojvoda York (zdaj s sedežem v Alkmaarju, katerega mesto mu je odprlo svoja vrata 3. oktobra) je zapravil čim manj časa s pritiskom na ofenzivo. Vedel je, da je bil Brune okrepljen s šestimi francoskimi bataljoni, pripeljanimi iz Belgije. Njegove lastne sile so nenehno upadale, zlasti zaradi bolezni. Do začetka naslednje faze pohoda: bitke pri Castricumu 6. oktobra je njegova efektivna sila znašala največ 27.000. 
Brune je svoje levo krilo razdelil na tri divizije: Gouvion blizu Wijk aan Zeeja v sipinah; desno od njega Boudet okoli Castricuma; in 2. batavska divizija, ki ji je še vedno poveljeval Bonhomme, okoli Uitgeesta. Pred to utrjeno črto so bile francoske postojanke v Bakkumu in Limmenu, ki jim je poveljeval brigadni general Pakthod . Zjutraj 6. oktobra so jih napadle zdaj že znane tri kolone: Abercromby ob plaži, Essen na sredini in Dundas na levi, medtem ko je Pulteney še vedno precej nekoristno zamaskiral Daendels. Anglo-Rusi iz Essenove kolone so zlahka pregnali francoske postojanke. Zdi se, da vojvoda York ni imel v mislih nič drugega kot oboroženo izvidništvo, toda njihov zgodnji uspeh je Ruse premamil, da so napadli Castricum in to vas je vztrajno branil Pacthod. Vas je ta dan večkrat zamenjala lastnika, saj je Brune naročil Boudetu pripeljati okrepitve. Boji so pritegnili okrepitve iz kolon Dundasa in Abercrombyja, slednji je osebno pripeljal svojo rezervno brigado v napad na Castricum pozno popoldne 
Brune je nato ukazal napad z bajoneti, ki je Britance in Ruse pregnal nazaj v nered. V smeri Bakkuma jih je preganjala francoska konjenica pod generalom Barboujem in morda bi sledil pobeg, če ne bi lahki draguni lorda Pageta posredovali v nenadni napad iz skrite doline sipin. Francoska konjenica je bila zdaj poražena. Pritegnili so se po izčrpanih francosko-batavskih enotah, ki so tik pred tem ponovno zavzele Castricum in kmalu se je začelo neurejeno umikanje 
Napredovanje Britancev je bilo prekinjeno s protinapadom batavskih husarjev pod vodstvom polkovnika Quaite. To je obrnilo tok v bitki. Anglo-ruske čete so se zdaj razbile in se v neredu umaknile v Bakkum in Limmen, zasledovala pa jih je francosko-batavska konjenica. Šele hitro padajoča tema je končala klanje. 
Ves ta čas so Francozi generala Gouviona in britanska kolona Abercrombyja bojevali ločeno bitko blizu plaže in v sipinah. Razen topniškega dvoboja, v katerem je batavsko topništvo iz Gouviona Britancem povzročilo velike izgube , je to ostalo precej statično, zlasti potem, ko je Abercromby odšel z britansko rezervo in se pridružil Essnu. Boj se je okrepil proti večeru, ko se je Abercromby vrnil in poskušal napasti, vendar je Gouvion držal svojo linijo. 
Na batavskem desnem krilu generala Daendelsa se ta dan ni zgodilo popolnoma nič, saj so zaradi poplav njegove vrste postale nepregledne. Prišlo je do nenavadnega incidenta, ko je britanski general Don pod zastavo premirja poskušal pridobiti dovoljenje za prečkanje batavskih črt na misiji pri batavski vladi. Ker se je bitka na batavskem levem krilu očitno začela, je Daendels menil, da je to zloraba zastave premirja. Poleg tega se je izkazalo, da ima Don dokumente o svoji osebi, za katere bi lahko šteli, da so uporniške narave. Daendels je zato aretiral Dona kot vohuna in ga poslal v Brunejev štab. Don je bil zaprt v trdnjavi Lille in šele leta pozneje zamenjan za irskega upornika Jamesa Napperja Tandyja . 

### Anglo-ruski umik in kapitulacija
Čeprav sta bili v noči na 6. oktober obe armadi spet na svojih izhodiščnih položajih (čeprav sta postojanki v Bakkumu in Limmenu ostali v britanskih rokah), anglo-ruske izgube niso bile uničujoče (čeprav so bile približno dvakrat večje od francosko-batavskih izgub), je vojvoda Yorkski zdaj sklical vojni svet s svojimi generalpodpolkovniki. Izid te konference je bil, da se je anglo-ruska vojska popolnoma umaknila na prvotno mostišče polderja Zijpe in se odrekla vsem terenom, ki so bili pridobljeni od 19. septembra. Evakuirana so bila tudi mesta Hoorn, Enkhuizen in Medemblik in naslednje batavske čete so lahko le preprečile, da bi Britanci zažgali skladišča z mornarskimi zalogami v teh mestih. Umik je bil izveden v tako naglici, da sta v Alkmaarju ostali dve poljski bolnišnici, polni britanskih ranjencev, skupaj s 400 ženskami in otroki vojakov. 
Strateški umik je bil končan 8. oktobra, čeprav se je princ William Gloucesterski, ki se je umikal iz Hoorna, v naslednjih dneh boril proti Daendelsu. Do sredine oktobra je bilo stanje pred 19. septembrom obnovljeno, Anglo-Rusi so se ustalili v svoji naravni reduti, Franco-Batavci pa so jih oblegali. Vreme se je poslabšalo in zgodnje zimske nevihte so otežile oskrbo po morju. Vojvoda Yorški je bil zdaj soočen z možnostjo zimskega obleganja v situaciji, v kateri bi se njegove čete lahko soočile s lakoto (13. oktobra so bile zaloge za le enajst dni še na voljo  ). Zato se je odločil, da se pri Bruneju obrne s predlogom za častno kapitulacijo, ki ga je 14. oktobra posredoval general Knox. 
Naslednja pogajanja so bila kratka. Brune je po naročilu batavske vlade sprva zahteval vrnitev zajete batavske eskadrilje. Vojvoda York je odgovoril z grožnjo, da bo prebil nasip pri Pettenu in s tem preplavil podeželje okoli polderja Zijpe . Čeprav generala Krayenhoffa ta grožnja ni navdušila (navsezadnje je prejšnje tedne sam poplavljal večino polotoka in je vedel, da se lahko proces obrne brez večjih težav) in je tako svetoval Bruneju, je bil slednji lažje navdušen. (ali se pretvarjal; Krayenhoff tudi mračno omenja, da je vojvoda Bruneju podaril več "veličastnih konj" kot možno sklenitev dogovora) in kmalu pristal na konvencijo, ki je bila zelo naklonjena Anglo-Rusom. V tej konvenciji iz Alkmaara, ki je bila podpisana 18. oktobra, ni bilo več omenjeno vrnitev ladij. Anglo-ruskim vojakom in upornikom oranžistov je bila odobrena nemotena evakuacija, ki je morala biti končana pred 1. decembrom. Izmenjala bi se 8.000 vojnih ujetnikov, vključno z batavskimi mornarji, ki so bili ujeti v bitki pri Camperdownu (Admiral De Winter, ki je bil prej pogojno izpuščen, je bil posebej vključen). Britanci so obljubili, da bodo trdnjave v Den Helderju vrnili s svojimi puškami v dobrem stanju. Razen vrnitve vojnih ujetnikov so Batavci mislili, da jim je ta izmenjava najslabša, vendar so bili nemočni doseči boljši posel. 
Takoj je začelo veljati premirje in evakuacija je bila končana 19. novembra, ko je general Pulteney odšel z zadnjimi britanskimi vojaki.  Rusi so pluli ob britanski obali, dokler niso dosegli Kanalskih otokov, kjer so preživeli zimo in se avgusta 1800 vrnili v Sankt Peterburg 

## Posledice
Kapitulacija je bila ugodna za Britance in njihove ruske zaveznike. Svoje čete so izvlekli nepoškodovane, da bi se te lahko ponovno borile na drugih vojnih prizoriščih. Prvotna britanska poročila o ravnanju ruskih čet so bila zelo neugodna, kar je razlog, da jih je car Pavel osramotil. Vojvoda York je to menil za preostro in je Pavlu poslal pismo, v katerem je izrecno razbremenil številne ruske polke. 
Britanska javnost in parlament sta bila sprva zelo zadovoljna z ravnanjem britanskih čet. Tako admiral Mitchell kot general Abercromby sta prejela zahvalo parlamenta in oba sta prejela častne meče v vrednosti 100 gvinej od City of London . Mitchell je bil imenovan za viteškega poveljnika Reda Bath (KCB).  Ko je neuspeh odprave potonil in njena cena postala jasna, se je mnenje ljudi spremenilo. V parlamentu je vodja opozicije Richard Brinsley Sheridan v govoru, ki ga je imel 9. februarja 1800, v Parlamentu ostro obsodil vlado 
Za Batavsko republiko so bile materialne izgube, ki jih je utrpela med odpravo, hude. Batavska mornarica je izgubila 16 linijskih ladij, pet fregat, tri korvete in en brig od skupno 55 ladij. Britanci so tehnično sprejeli to predajo v imenu državnega namestnika, kar so sprejeli iz diplomatskih razlogov, vendar je številne ladje pozneje od Stadtholderja "odkupila" Kraljeva mornarica. 
V Franciji je odprava morda prispevala (skupaj z začetnimi francoskimi vojaškimi preobrati v Švici) k padcu Directoroireja . Z oblasti jih je v državnem udaru leta 18 Brumaire pregnal Napoleon Bonaparte .